# René-Claude Geoffroy de Villeneuve
René-Claude Geoffroy de Villeneuve (Paris, 24 mars 1767 - Noroy-sur-Ourcq, 26 juillet 1831) est un médecin et explorateur français.

## Biographie
Fils d'Étienne Louis Geoffroy, il voyage de 1785 à 1788 au Sénégal avec le chevalier de Boufflers et étudie les Maures Braknas et Trarzas. Il travaille ensuite comme médecin dans les armées de la République et devient médecin de l'Hôtel-Dieu de Paris où il se fait remarquer lors de l'épidémie de typhus de 1811.

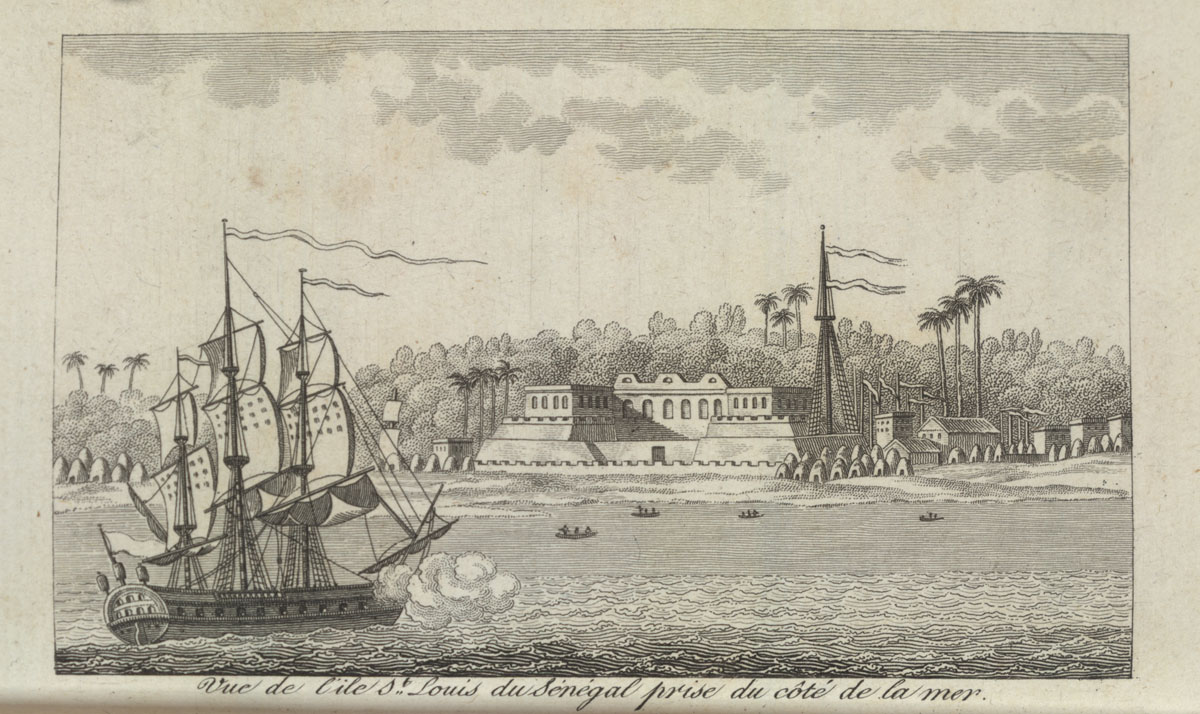
St.Louis, Senegal

Son récit L'Afrique ou Histoire, mœurs, usages et coutumes des Africains. Le Sénégal, publié chez Nepveu en 1814 est une des sources du Cinq semaines en ballon de Jules Verne lorsque celui-ci parle des naufrages de Saugnier et de Brisson, mais, contrairement  ce qu'écrit Jules Verne, il ne voyage pas avec Sylvain de Golbéry, même si tous deux étaient bien membres de l'expédition Boufflers. 
Membre de la section de médecine de l'Académie de médecine (1820), il est le père d'Ernest Geoffroy de Villeneuve.

## Œuvres
- Manuel des eaux minérales de la France, 1818
- Quelques idées relatives à la discipline médicale, ou Projet d'établissement de collèges de docteurs en médecine, avec Alexandre Louis Marie Lullier-Winslow, 1829